# 长叶巢蕨
长叶巢蕨（学名：Asplenium phyllitidis）也称狭叶巢蕨、狭叶巢蕨，为铁角蕨科铁角蕨属下的一个种。